# Канг, Клара Юми
Клара Юми Канг или Кан (нем. Clara Jumi Kang, кор. 강주미; род. 1987, Мангейм) — немецкая скрипачка корейского происхождения.
Начала заниматься на скрипке в трёхлетнем возрасте, с пяти лет училась в Мангеймской высшей школе музыки под руководством Валерия Градова, затем в Любеке у Захара Брона, в семь лет была принята в Джульярдскую школу, где среди её наставников была Дороти Делэй. В восемь лет дебютировала с оркестром в Южной Корее, в девять лет выпустила первую запись. В 11 лет из-за травмы вынуждена была прервать карьеру, однако затем вернулась к исполнительской практике и завершила своё образование занятиями в Берлине и Мюнхене, а также в Сеуле у Нам Юн Ким. Лауреат ряда международных конкурсов, в том числе победитель Международного конкурса музыкантов в Сендае и Международного конкурса скрипачей в Индианаполисе (оба 2010). В июле 2015 года скрипачка приняла участие в XV Международном конкурсе им. П. И. Чайковского, на котором завоевала IV премию и специальную премию «За лучшее исполнение концерта с камерным оркестром».
В своём репертуаре Канг отдаёт предпочтение Бетховену. Некоторое время она рекламировала южнокорейский косметический бренд.